# For the Love of Spock

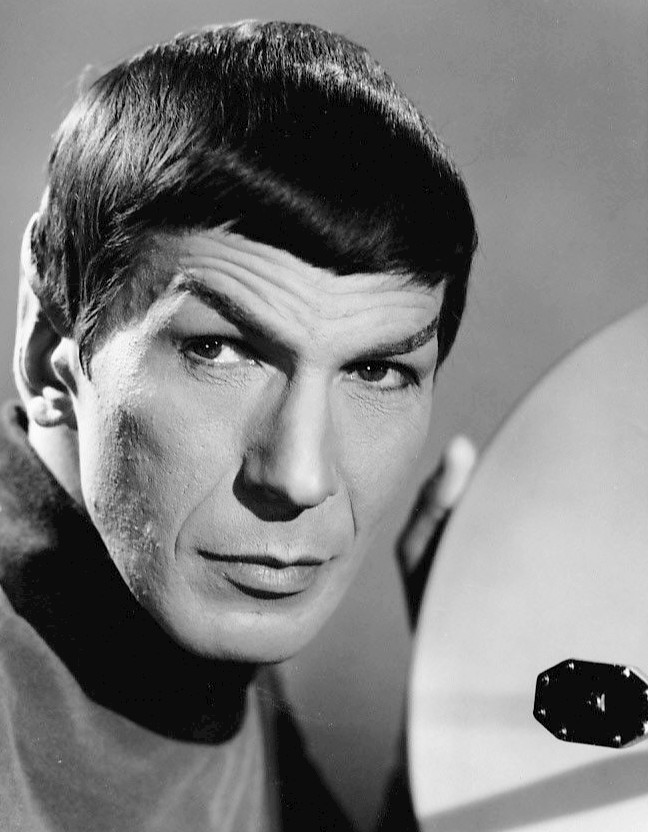
Leonard Nimoy som Spock.

For the Love of Spock är en amerikansk dokumentärfilm från 2016 av Adam Nimoy.
Nimoys far, Leonard Nimoy, som dog 2015, spelade Spock i TV-serien Star Trek. 
Filmen handlar om den legendariska karaktären Spock i Star Trek. I filmen intervjuas ett antal personer som varit med att göra Star Trek eller varit vän med Leonard Nimoy: William Shatner, George Takei, Walter Koenig, Nichelle Nichols, Chris Pine, Zachary Quinto, Simon Pegg, Zoe Saldana, Jim Parsons, Jason Alexander, Neil deGrasse Tyson och J.J. Abrams.

## Populärkultur
Adam Nimoy är med som sig själv i "The Big Bang Theory" säsong 9 där han intervjuar Sheldon Cooper (Jim Parsons) för dokumentären i avsnittet "The Spock Resonance".